# Haruvanahalli, Tarikere
Haruvanahalli là một làng thuộc tehsil Tarikere, huyện Chikmagalur, bang Karnataka, Ấn Độ.